# アンドレ・アウヴェス・ダ・クルス
アンドレ・アウベス・ダ・クルス（André Alves da Cruz、1968年9月20日 - ）は、ブラジル・サンパウロ州出身の元サッカー選手。ポジションはセンターバック（リベロ）。ジーコを手本にフリーキックを磨いたという、左足から繰り出す正確で強烈なFKを得意としていた。

## 経歴
ポンチ・プレッタのユースチームで本格的にサッカーを始めた、最初はウイング、その後中盤でプレーし、10番の役割を与えられていたが、ある日DFがに欠場者が出たことから、DFとして起用されるようになった。ここでブラジルユースチームに召集される活躍を見せ、1987年にパンアメリカン競技大会サッカー競技で優勝を果たした頃には、コモからオファーを受けたが、これを断った。1988年のソウル五輪では準優勝、シルヴァーメダルを獲得した。同年の8月4日、オーストラリア戦でフル代表デビューを果たした。1989年10月14日のイタリア戦ではワルテル・ゼンガから代表初ゴールを奪い、イタリアのクラブからも注目される存在となった。その後も暫く代表入りしていたが、セバスティアン・ラザロニとの関係が上手くいかず、1990年、ワールドカップ・イタリア大会のメンバーから落選した。同年、フラメンゴへと移籍した。
1990-91シーズン、スタンダール・リエージュに移籍、4シーズンをほぼレギュラーとして過ごし、ベルギーカップ優勝を果たした。1994-95シーズン、SSCナポリに移籍、このシーズン、リーグ戦30試合で7得点を挙げ、チームは7位に入ったが、UEFAカップ出場権を逃した。1995-96シーズン、チームは一時2位に付けていたが、後半失速して12位に終わり、自身も怪我で1年目程の活躍は出来なかった。ここでの3シーズンのプレーは、自身の評価を高めた。1997年にインテルと仮契約を結んだ、ルイジ・シモーニ監督は中盤で起用したいと考えていたが、本人はリベロでのプレーを望み、レアル・マドリード監督時代にクルスの獲得を希望していた、ACミランのファビオ・カペッロ監督と話し合い、インテルとの契約を破棄し、ミランへの移籍を決めた。しかし怪我を抱え、1998-99シーズン途中に退団した。ミランでの1シーズン半で、14試合で2得点に終わった。この間、ブラジル代表では、アウダイールらとセンターバックのポジションを争ったが、1998年の1998 FIFAワールドカップでは出場機会が無かった。
1999-00シーズン途中、リエージュへ複帰、その後、トリノ、 スポルティングCPなどでもプレーした。
2004年、数か所に怪我を抱え、35歳で現役を引退した。

## 代表歴

### 出場大会
- ブラジル代表
  - 1998 FIFAワールドカップ (準優勝)

### 試合数
- 国際Aマッチ 31試合 1得点（1988年-1998年）[4]

| ブラジル代表 | 国際Aマッチ | 国際Aマッチ |
| 年           | 出場        | 得点        |
| ------------ | ----------- | ----------- |
| 1988         | 2           | 0           |
| 1989         | 12          | 1           |
| 1990         | 0           | 0           |
| 1991         | 0           | 0           |
| 1992         | 0           | 0           |
| 1993         | 0           | 0           |
| 1994         | 0           | 0           |
| 1995         | 9           | 0           |
| 1996         | 5           | 0           |
| 1997         | 2           | 0           |
| 1998         | 1           | 0           |
| 通算         | 31          | 1           |